# 飯給駅
飯給駅（いたぶえき）は、千葉県市原市飯給にある、小湊鉄道線の駅である。

## 歴史

### 年表
- 1926年（大正15年）9月1日：開業。
- 1956年（昭和31年）：無人駅となる。
- 2012年（平成24年）4月：駅前にToilet in Nature（世界一大きなトイレ）が設置される。

### 駅名の由来
地名にまつわる伝承として、この付近には壬申の乱に敗れてこの地に落ち延びたとされる弘文天皇（大友皇子）にまつわる伝説がある。飯給駅前の白山神社は弘文天皇を祭神としている。「飯給」という地名も、この地の人々が天皇一行に食事を捧げたことから、弘文天皇の3人の皇子が「飯給」の名を与えたとされる。
このほか、「御所塚山」は弘文天皇が仮の御所を置いた地、「安房森」は弘文天皇に随行した安房大納言の旧跡とされる。安房森には弘文天皇の3人の王子を祀ったとされる3つの祠がある。
2021年7月から10月にかけて、生活ガイド.comが調査した「難読駅ランキング 東日本編」において、本駅の正答率が18.7％で1位になったことが同年12月に発表された。

## 駅構造
単式ホーム1面1線を有する地上駅。待合所がホーム上に設置されており、無人駅となっている。ホームは2両分であるがキハ40形による2両編成の場合後方車両がホームにかからなくなるため前方車両のみでドア扱いを行う。

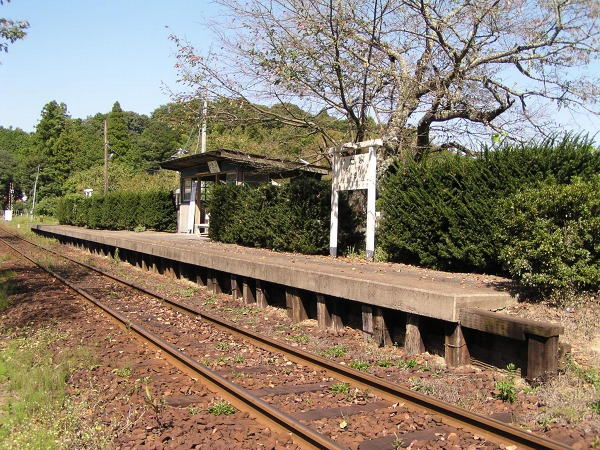
駅全景（2005年10月）
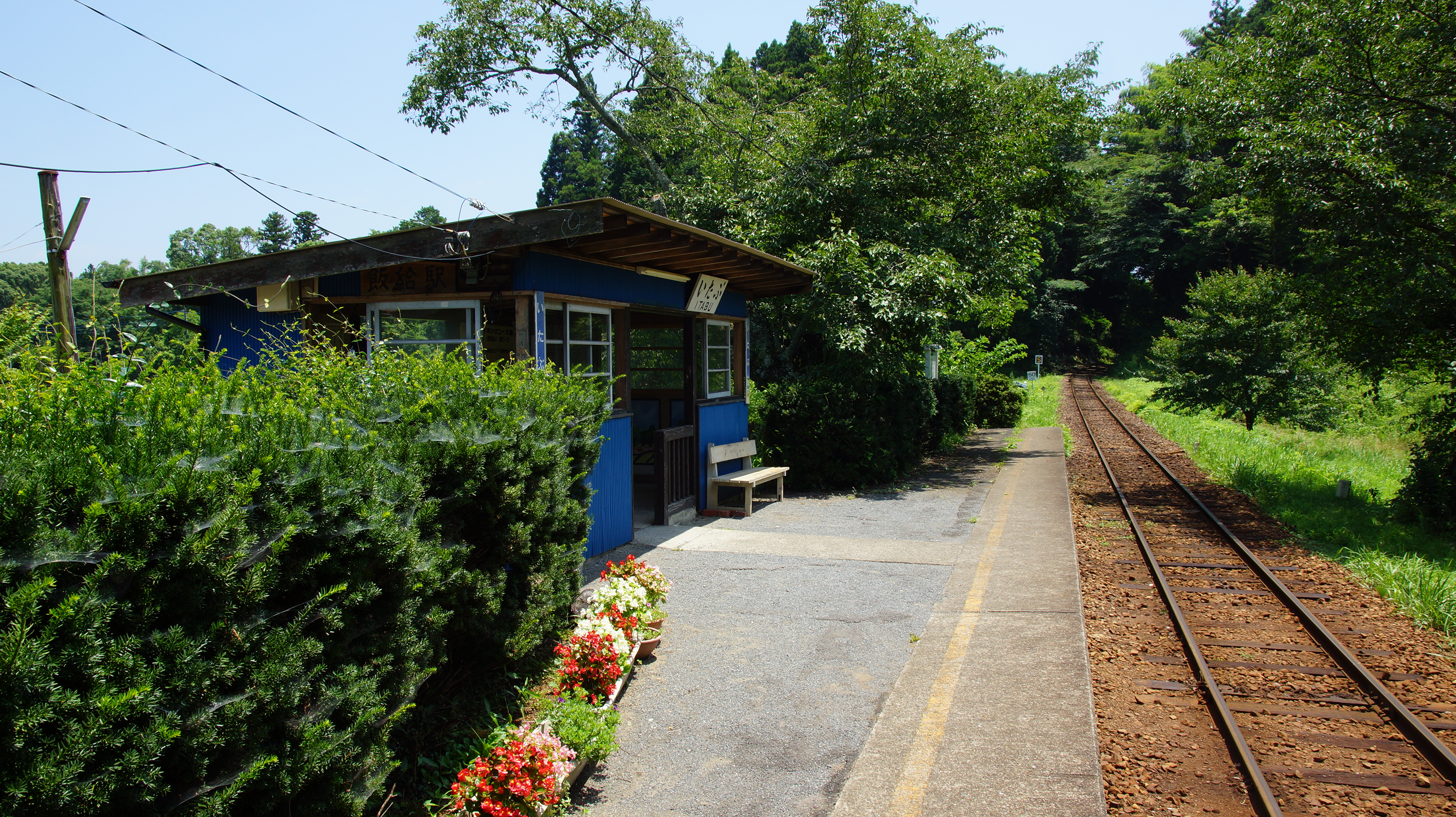
駅ホーム（2015年7月）

## 利用状況
2022年度の1日平均乗車人員は4人である。
近年の一日平均乗車人員推移は下表の通り。
| 乗車人員推移     | 乗車人員推移      | 乗車人員推移 |
| 年度             | 一日平均 乗車人員 | 備考         |
| ---------------- | ----------------- | ------------ |
| 1986（昭和61年） | 50                | [ * 2 ]      |
| 2005（平成17年） | 9                 | [ * 3 ]      |
| 2006（平成18年） | 8                 | [ * 4 ]      |
| 2007（平成19年） | 9                 | [ * 5 ]      |
| 2008（平成20年） | 7                 | [ * 6 ]      |
| 2009（平成21年） | 5                 | [ * 7 ]      |
| 2010（平成22年） | 6                 | [ * 8 ]      |
| 2011（平成23年） | 5                 | [ * 9 ]      |
| 2012（平成24年） | 5                 | [ * 10 ]     |
| 2013（平成25年） | 4                 | [ * 11 ]     |
| 2014（平成26年） | 4                 | [ * 12 ]     |
| 2015（平成27年） | 4                 | [ * 13 ]     |
| 2016（平成28年） | 4                 | [ * 14 ]     |
| 2017（平成29年） | 4                 | [ * 15 ]     |
| 2018（平成30年） | 4                 | [ * 16 ]     |
| 2019（令和元年） | 3                 | [ * 17 ]     |
| 2020（令和02年） | 3                 | [ * 18 ]     |
| 2021（令和03年） | 2                 | [ * 19 ]     |
| 2022（令和04年） | 4                 | [ * 1 ]      |

## 駅周辺

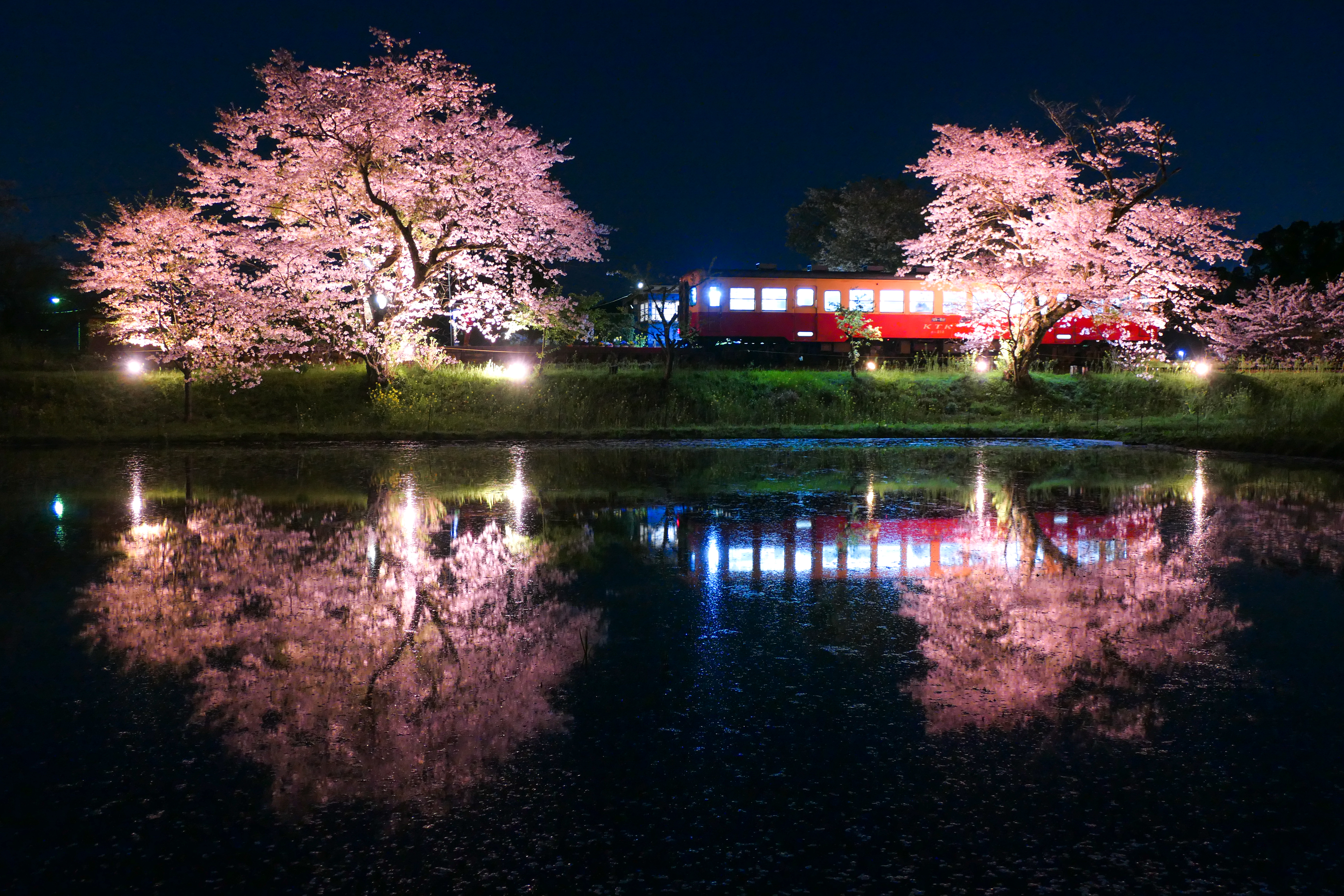
ライトアップされた駅構内の桜（2020年3月）

駅は桜・菜の花の名所となっており、駅にある桜の木や菜の花が咲き乱れることから、春には列車と花などをモチーフとした写真を撮影するため多くの人が訪れる。
- 千葉県道81号市原天津小湊線
- 千葉県道160号加茂木更津線
- 千葉県道171号加茂長南線
- 千葉県森林組合北部支所
- 里見郵便局
- ギャラリーいたぶ
- IAAES (旧市原市立里見小学校)
- 真高寺（曹洞宗）
- 社会福祉法人昭和村
- 森永高滝カントリー倶楽部
- 富士市原ゴルフクラブ

### Toilet in Nature
市原市の観光振興の一環として、「世界一大きなトイレ」と称するトイレ“Toilet in Nature”が駅前に建設され、2012年（平成24年）4月より供用を開始。藤本壮介（建築家）が手がけるもので、広さ200平方メートルを杉丸太で大きく囲んだ中に「草原」に見立てたスペースを設え、その中央部に全面ガラス張りの個室トイレ（女性専用）を設置する意匠となる。なお、この他に一般的な多目的トイレ（男女兼用）も設置された。

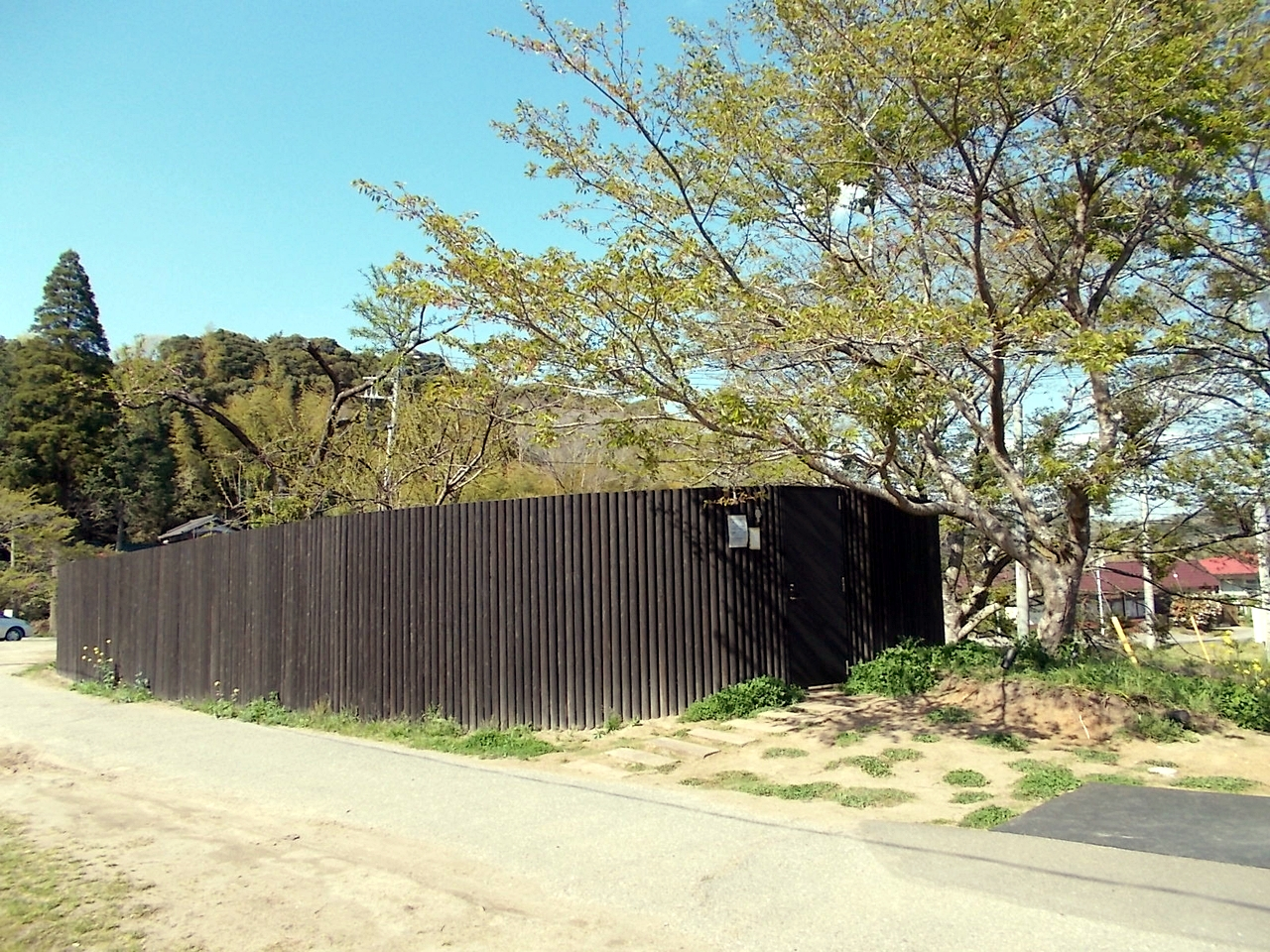
外観（2013年4月）
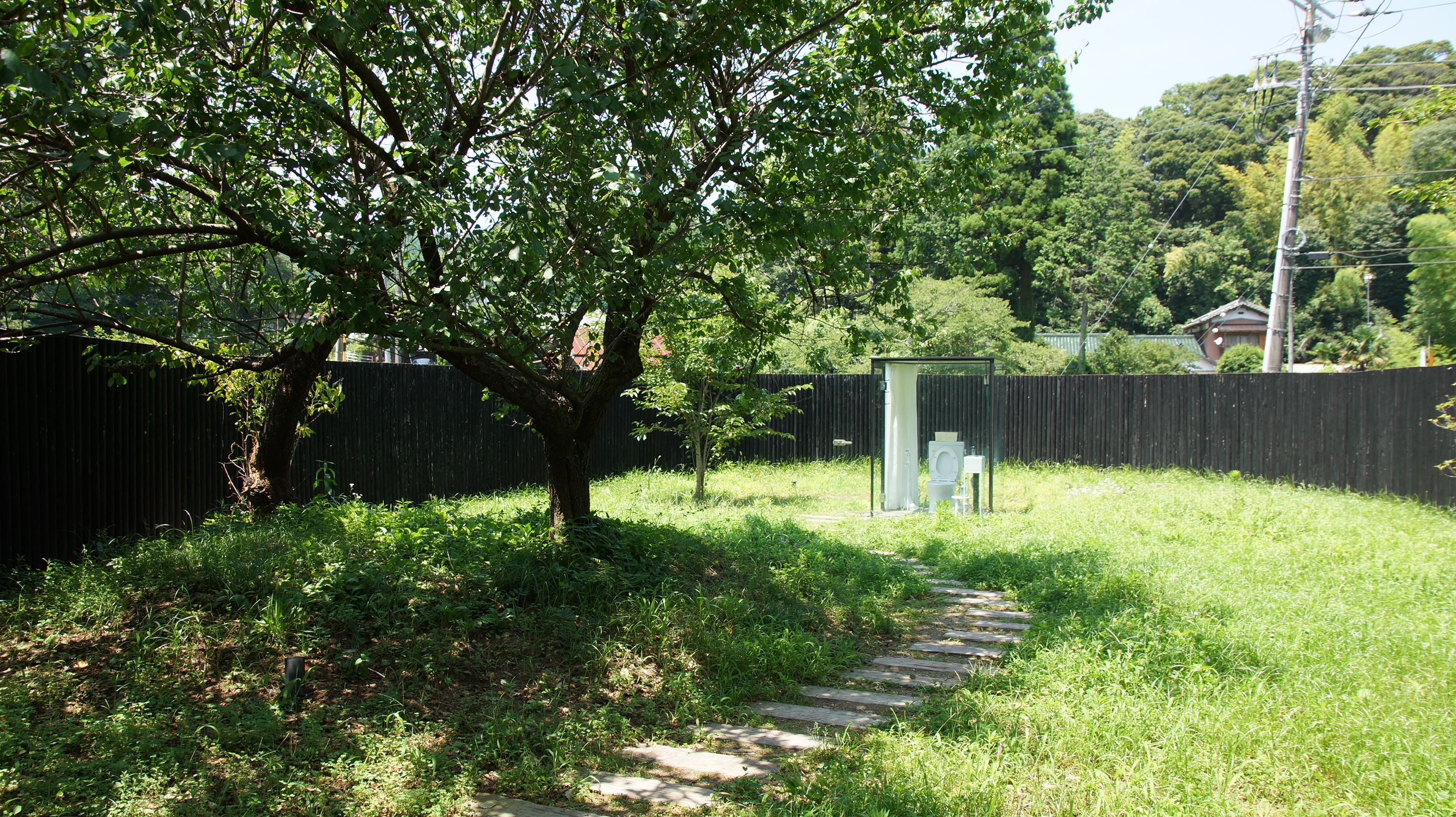
内部（2015年7月）
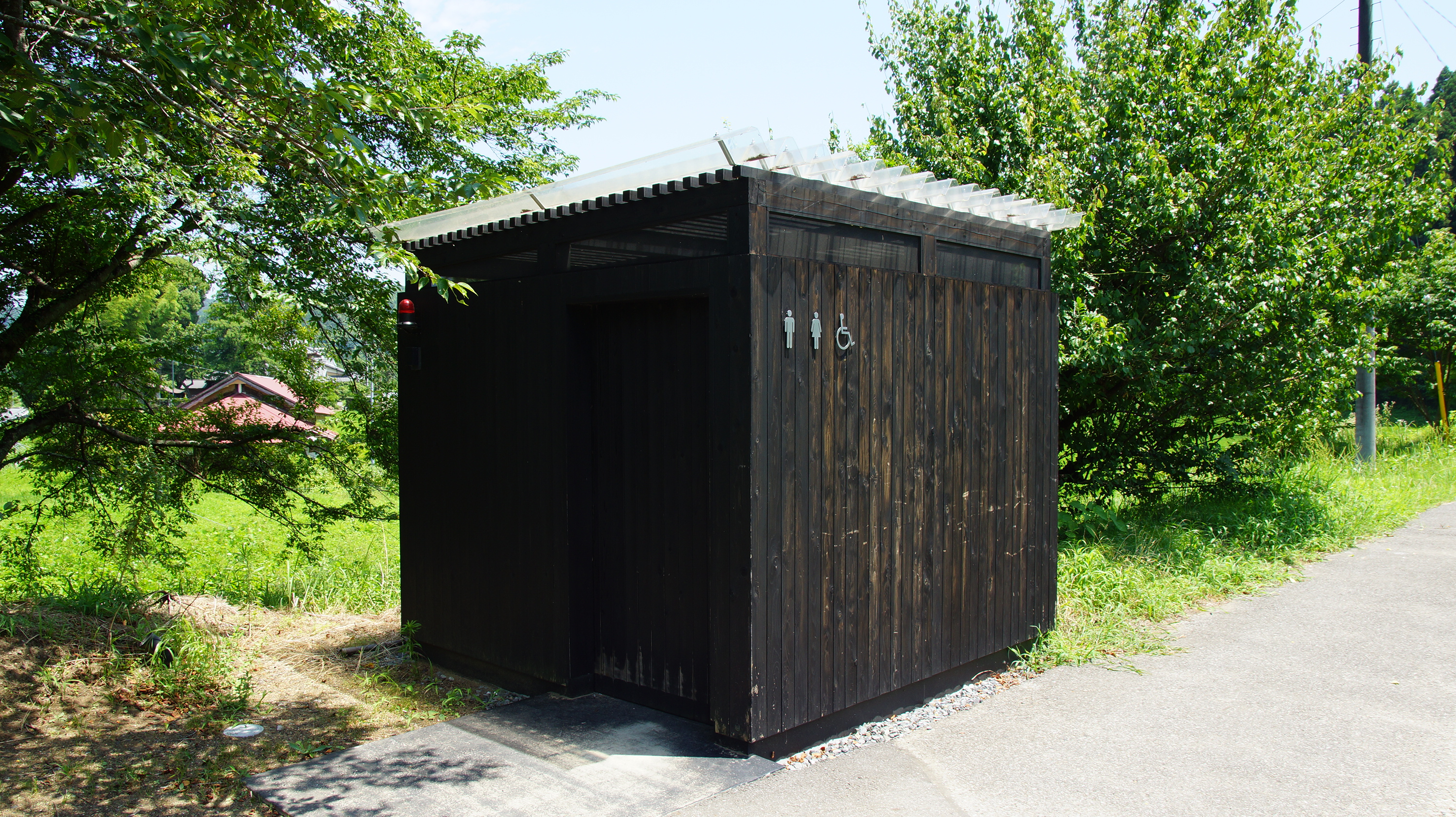
Toilet in Natureとは別の多目的トイレ（2015年7月）

## 隣の駅
小湊鉄道
■小湊鉄道線
里見駅 - 飯給駅 - 月崎駅